# 悪戯
悪戯（いたずら、あくぎ、prank, mischief, practical joke）とは、悪ふざけ、人を担ぐこと。度を超した悪戯を「悪ふざけ」という。相手を不快にさせた場合は「嫌がらせ」になる。また、女性に性的な刺激を与える行為も悪戯といえる。

## 子供のいたずら
子供たちは、発達の過程の中で、親や学校、地域社会のルールとして禁じられたいたずら、悪ふざけをしたりすることがある。時には、危険を伴ったりすることであっても、彼らは成長の中での自分の力試しとしてタブーに挑戦することがあった。

## 若者のいたずら
高校生、大学生レベルでの悪戯が目を引く。戦前の旧制高校生のストーム、今日では京都大学の毎年、春の恒例のいたずらになった折田先生像、アメリカではMITのハックが有名。

## 悪ふざけの例
大学の学生寮などでは、誕生日や卒業・学位取得のお祝いに、当人を着のみ着のまま学内の池に投げ込んだり、あるいは独身最後の夜のバチェラー・パーティーの出口でお米や花びらのシャワーを浴びせたりするものもあり、相手が真剣に怒れば失敗となる。

### 失敗例
悪ふざけ自体が失敗することや、イタズラがより大きな事件に発展するケースがある。
- 仁治3年（1242年）、当時12歳の少年君主であった四条天皇が、正月の祝いに参内する公卿や女官を転ばせて楽しもうと御所の廊下に滑石を撒いた。しかし、誤って自らが転倒してしまい崩御した[1]。その結果、次代皇位継承者を巡る対立から深刻な政治空白（仁治三年の政変）が引き起こされることとなった。

- 2011年8月、石川県かほく市大崎の海辺で、23歳の女性が誕生日を迎える夫を驚かせようと、中学時代の同級生6人と共に落とし穴を掘った。夫婦が揃って落とし穴に転落死、砂に埋もれて窒息死[2]。

- 2012年12月、オーストラリアのラジオのDJ2人がイタズラでエリザベス女王とチャールズ皇太子になりすまし、キング・エドワード7世病院に電話し、入院中のキャサリン妃の容態などを聞き出した。最初に電話を受けてキャサリン妃のいる病棟に転送した女性が自殺[3]。

- 2013年ハロウィンにある男子生徒がイタズラをして、そのイタズラを受けた数名を含む少年少女7人が仕返しとして男子生徒の家に行って車に落ち葉・マヨネーズ・卵を投げつけたところ、男子生徒の父親が少年少女7名の車に対して発砲し、15歳の少女が死亡[4]。

- 2014年7月2日、ある高校3年生が、席に座ろうとした際に同級生に椅子を引かれ、背中とお尻を強打。最終的に下半身麻痺で車椅子生活となった[5]。

- 2020年1月、13～18歳の少年6人がピンポンダッシュをしプリウスで逃走するも、ピンポンダッシュされた45歳の男性がインフィニティ・Q50で執拗に追跡。時速約160kmの中、プリウスは2度追突され、道を外れ木や電柱に衝突し、16歳の少年3人が死亡[6]。

## 報道におけるいたずら
報道やマスメディアなどで「悪質ないたずら」と表現する場合は、多くの場合において他人の名誉を毀損したり、器物を損壊したり（落書きや、窓ガラスを割る行為など）、業務を妨害したり（脅迫電話や、電子掲示板及びSNSなどへの犯罪予告の書き込みなど）、場合によっては結果として人の生命・身体に危害が及びかねない行為（鉄道線路への置石行為や、道路にロープや針金を張る行為等）など、犯罪行為であることが多い。また、「誰々にいたずら」という表現は、通常わいせつ行為をぼかした表現である。これらはいずれも、本来の「いたずら」とは性格が大きく異なり、逮捕や補導される可能性がある。誰もが楽しめる「良質ないたずら」は、歳時記的な話題のトピックス以外では、通常報道されることはまれである。

## 悪戯をテーマにした作品
ノンフィクション
- H.アレン・スミス『いたずらの天才』

児童文学
- 椋鳩十編『いたずらわんぱくものがたり』童心社
- ダイアナ・W・ジョーンズ『いたずらロバート』ほるぷ出版　1992年
- ハインリッヒ・ホフマン『もじゃもじゃペーター』
- ヴィルヘルム・ブッシュ『マックスとモーリッツ』
- マーク・トウェイン『トム・ソーヤーの冒険』
- ルードヴィヒ・トーマ『悪童物語』
- なかえよしを『いたずらララちゃん』

小説
- 『ティル・オイレンシュピーゲルのゆかいな悪戯』
- 滝亭鯉丈　『花暦八笑人』
- 江戸川乱歩　『ぺてん師と空気男』

音楽
- フランツ・ヨセフ・ハイドン「ビックリ交響曲」
- プロコフィエフ「ピーターと狼」

映画
- ぼくたちと駐在さんの700日戦争

漫画
- かりあげクン